# Simulatordarkride

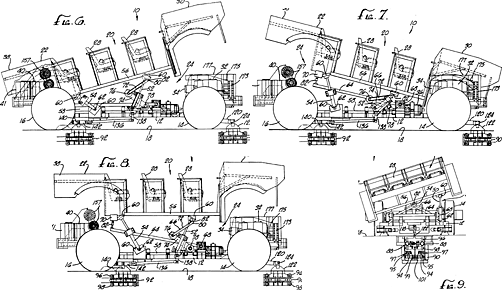
Technische tekening van een multi motion dark ride-systeem voor Indiana Jones Adventure in Disneyland

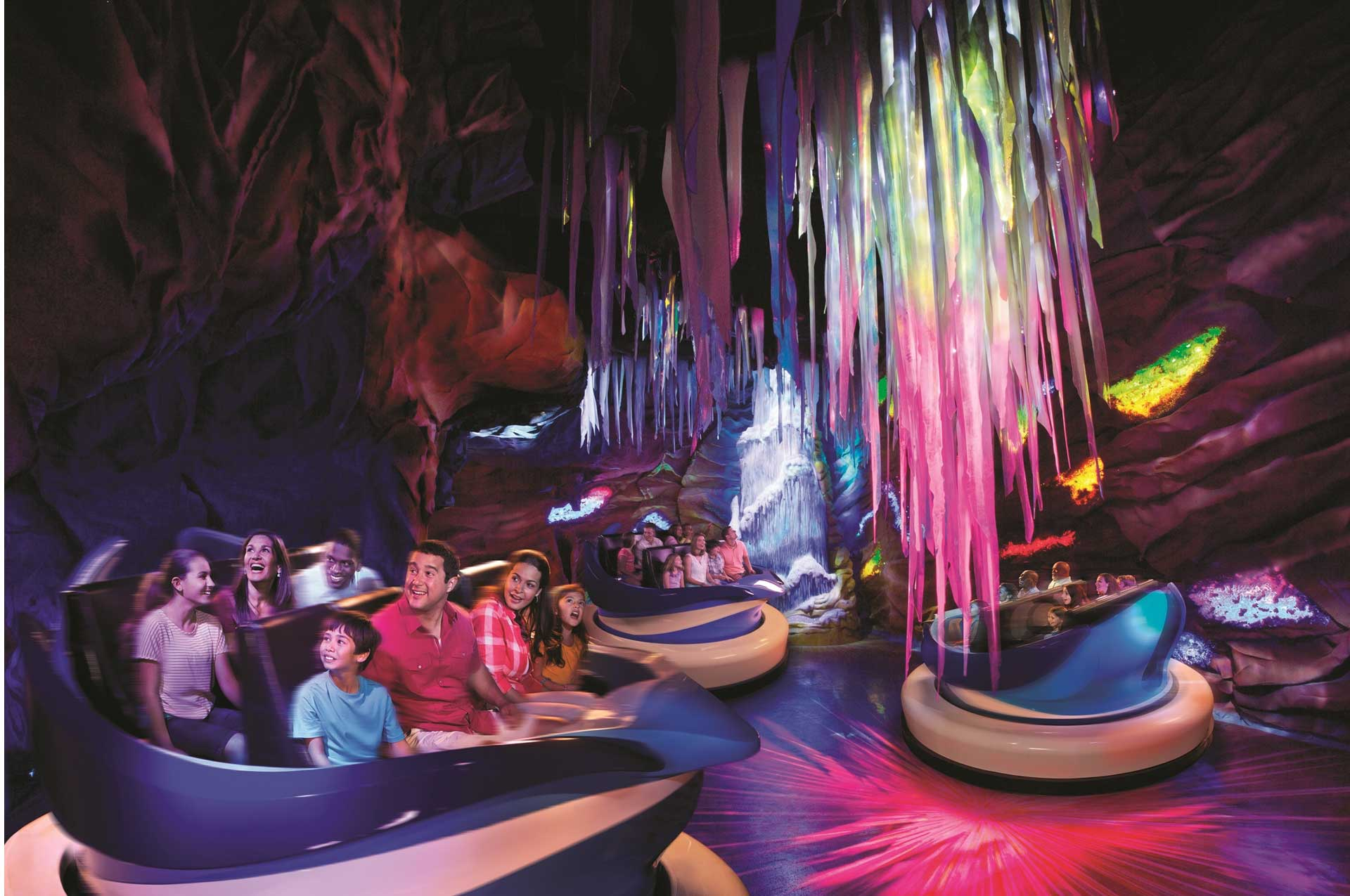
Een voorbeeld van een Revolution-systeem in Antarctica: Empire of the Penguin in SeaWorld Orlando

Een simulatordarkride is een type darkride, waarbij het transportmiddel (dat een vast traject volgt) tevens een simulator is, waardoor er andere bewegingen gesimuleerd kunnen worden dan enkel de bewegingen van het vaste traject.
De simulatordarkride is een soort darkride die is geïntroduceerd door de attractiebouwer Intamin AG. Een groot verschil met de 'standaard' darkride is dat de voertuigen simulators zijn die een bepaald traject volgen. De voertuigen hebben als doel om bepaalde effecten in de darkride te versterken, zoals het idee dat bezoekers over een onverharde weg rijden of vliegen.

## Voertuigen
De meest voorkomende voertuigen die gebruikt worden voor een simulatordarkride zijn:
- Motion-Base Tracked Ride System - een soort auto op een rail, waarbij de simulator het effect versterkt van een daadwerkelijke autorit, zoals trillingen tijdens het rijden op een onverharde weg. Voorbeelden van ritsystemen zijn de multi motion dark ride van Intamin AG, de Evolution van Oceaneering International en Enhanced motion vehicle (EMV) van Disney.
- Motion-Base Trackless Ride System - een voertuig voor een trackless darkride dat dezelfde mogelijkheden bevat als het Motion-Base Tracked Ride System. Een voorbeeld van een ritsysteem is de Revolution van Oceaneering International.
- Robocoaster - een zitje dat vastzit aan een robotarm op een rail, waardoor bezoekers het idee hebben dat ze vliegen. Een voorbeeld van een ritsysteem is de RoboCoaster G2 van RoboCoaster Ltd of de robotarmen van KUKA.

Categorie · Afbeeldingen